# Georg Schreiber (historyk)
Georg Schreiber (ur. 5 stycznia 1882 w Rüdershausen koło Duderstadt, zm. 24 lutego 1963 w Münster) – niemiecki duchowny katolicki, historyk Kościoła i polityk partii Centrum, poseł do Reichstagu, profesor w Ratyzbonie i Münster.

## Życiorys
Georg Schreiber urodził się w rodzinie leśniczego. Uczęszczał do gimnazjum Josephinum Hildesheim, które ukończył w 1901 roku uzyskaną maturą. Następnie studiował teologię, historię i prawo na Westfalskim Uniwersytecie Wilhelma w Münster i na Uniwersytecie w Berlinie. W 1902 został wybrany przewodniczącym komitetu studenckiego Uniwersytetu w Münster. 7 kwietnia 1905 roku przyjął święcenia kapłańskie w Hildesheim. Doktorat obronił w Berlinie w 1909 z zakresu filozofii, a w 1913 we Fryburgu Bryzgowijskim drugi z teologii. W tym samym roku uzyskał habilitację na Uniwersytecie w Münster.
W latach 1915–1917 wykładał jako profesor nadzwyczajny prawa kanonicznego, prawa konstytucyjnego i prawa administracyjnego na Uniwersytecie w Ratyzbonie. Następnie powrócił do Münster, gdzie był w latach 1917–1935, a od 1945–1951 był profesorem zwyczajnym średniowiecznej i nowożytnej historii Kościoła. W 1928 wydział prawa Uniwersytetu w Heidelbergu przyznał mu tytuł doktora honoris causa.
2 kwietnia 1935 został przez nowy reżim skierowany do dalszej pracy w Liceum Hosianum w Braniewie w Prusach Wschodnich. Aby tego uniknąć, zdecydował się przejść na wcześniejszą emeryturę.
Schreiber był ostrym przeciwnikiem narodowego socjalizmu. W styczniu 1939 gestapo przeszukało jego dom. Został umieszczony w areszcie domowym i musiał zaprzestać działalności dziennikarskiej. Po zamachu na Hitlera w 1944, został ostrzeżony i schronił się w klasztorze Ottobeuren. Wrócił do Münster dopiero latem 1945 roku.
Od 1945 do 1946 Georg Schreiber był pierwszym powojennym rektorem Uniwersytetu w Münster. Jako członek zarządów wielu organizacji naukowych brał udział w odbudowie nauki niemieckiej. Od 1951 do śmierci w 1963 był członkiem Instytutu im. Maxa Plancka.